# Peter Skaarup
Peter Skaarup (ur. 1 maja 1964 w Aarhus) – duński polityk, poseł do Folketingetu.

## Życiorys
W 1982 ukończył szkołę średnią Aarhus Katedralskole. Początkowo pracował jako konsultant w przedsiębiorstwie kolejowym DSB. Od 1990 był etatowym działaczem partyjnym, zajmując stanowiska sekretarza generalnego w Partii Postępu (do 1995) i następnie w Duńskiej Partii Ludowej (do 1998).
W 1998 po raz pierwszy wybrany do Folketingetu. Mandat poselski utrzymywał w kolejnych wyborach w 2001, 2005, 2007, 2011, 2015 i 2019. Reprezentował duński parlament w Konwencie Europejskim. Od 1998 do 2012 był wiceprzewodniczącym swojego ugrupowania i jej klubu poselskiego. W 2012 stanął na czele frakcji parlamentarnej Duńskiej Partii Ludowej. W 2022 zrezygnował z członkostwa w tej partii, w tym samym roku dołączył do ugrupowania Danmarksdemokraterne. Z ramienia tego ugrupowania w wyborach w 2022 po raz kolejny uzyskał mandat deputowanego.

## Odznaczenia
Kawaler Orderu Danebroga (2008).